# Mondelēz International
Mondelēz International (/ˌmɒndəˈliːz/ MON-də-LEEZ) é um conglomerado multinacional estadunidense de alimentos. 
A empresa fabrica chocolates, biscoitos, chicletes, confeitos e bebidas em pó, algumas de suas marcas incluem Belvita, Chips Ahoy!, Nabisco, Oreo, Ritz, LU, Club Social, Milka, Côte d'Or, Toblerone, Cadbury, Lacta, Trident, Halls, Bubbaloo, Royal e Tang.

## Histórico
A empresa atual foi criada em 2012, quando a divisão de doces da Kraft Foods foi renomeada para Mondelēz. O nome Mondelēz é derivado da palavra latina mundus ("mundo") e delez, uma modificação fantasiosa da palavra "delicioso".
Em 2023, a Mondelēz adquiriu o naming rights do estádio do São Paulo, o estádio passou a se chamar "MorumBIS". O valor do acordo é de R$ 75 milhões por 3 anos.